# 나흐족

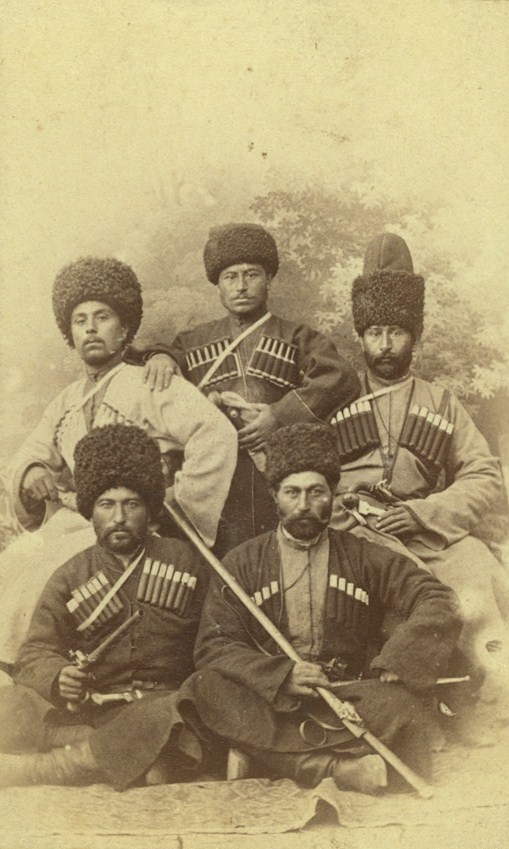
1870년 ~ 1886년경 결혼식에서의 체첸인

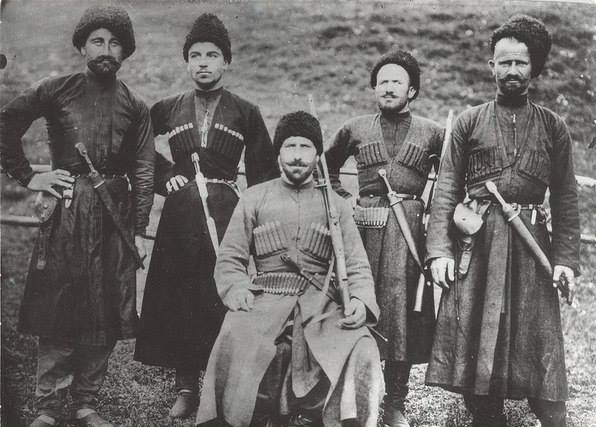
인구시인 20세기 초 고지인

나흐족은 북캅카스어족 나흐어 및 기타 문화적 유사성을 사용하여 식별된 그룹이다. 이들은 주로 북캅카스의 민족 체첸어, 인구시어 및 바트어 민족으로, 밀접하게 관련된 소수 민족 또는 역사적 그룹을 포함한다.
어원은 체첸어로 "우리 사람"을 뜻하는 "вайн нах"이다.

## 같이 보기
- 체첸인
- 인구시인